# 코원플레이
주식회사 코원플레이(영어: COWON PLAY)는 1995년에 설립된 대한민국의 기업이다. 이듬해인 1996년 10월에 법인으로 전환하였다. 초기 회사 명칭은 거원시스템이었으나 다른 나라로부터 '거원'의 발음이 어렵다는 고충을 들은 뒤, 2005년 3월 영문 이름과 동일하게 코원시스템 거쳐 2016년 4월 신스타임즈 거쳐 2020년 4월 네스엠을 거쳐 2021년 1월 씨오더블유오엔으로 이름을 바꾸었다. 2022년 3월 31일부로 씨오더블유오엔에서 코원플레이로 이름을 변경하였다.